# Lucas Nascom 2
Lucas Nascom 2 (Nascom 2) је кућни рачунар, производ фирме Lucas који је почео да се израђује у Уједињеном Краљевству током 1979. године.
Користио је Z80-A као централни микропроцесор а RAM меморија рачунара Nascom 2 је имала капацитет од 9 KB прошириво до 32 KB. 
Као оперативни систем кориштен је монитор у РОМ-у.

## Детаљни подаци
Детаљнији подаци о рачунару Nascom 2 су дати у табели испод.
|                       |                                               |
| [ 1 ]                 |                                               |
| Произвођач            |                                               |
| Тип                   | кућни рачунар                                 |
| Меморија              | 9 прошириво до 32 KB                          |
| Поријекло             | Уједињено Краљевство                          |
| Година                | 1979                                          |
| Тастатура             | пуни помак тастера, 53 тастера                |
| Процесор              |                                               |
| Фреквенција процесора | 4                                             |
| RAM                   | 9 прошириво до 32 KB                          |
| ROM                   | 10 - монитор ( 2 KB) + Microsoft BASIC        |
| Текст                 | 48 знакова x 16 линија                        |
| Графика               | графички знакови у ROM                        |
| Боја                  |                                               |
| Звук                  | непознато                                     |
| Димензије             | 30,5 (дужина) x 19,2 (ширина) cm. (8 x 12 инча) |
| Портови               |                                               |
| Оперативни систем     | монитор у РОМ-у                               |